# Governatorato di al-Dali'
 Al-Ḍāliʿ (in arabo الضالع‎?) è un governatorato dello Yemen.